# Shaker Heights
Shaker Heights è una città degli Stati Uniti della Contea di Cuyahoga, nello Stato dell'Ohio. È un sobborgo orientale di Cleveland.
Ha dato i natali all'attore Paul Newman e al personaggio Ted Mosby del telefilm How I Met Your Mother.